# Liste d'élections en 1829
Chronologie des élections
- 1825
- 1826
- 1827
- 1828
- 1829
- 1830
- 1831
- 1832
- 1833

Cet article recense les élections organisées durant l'année 1829.

En cette fin des années 1820, seuls le Royaume-Uni, les États-Unis, la France, la Norvège et le Portugal procèdent à des élections nationales régulières, toutes au suffrage censitaire masculin.  

## Élections nationales en 1829
| Date                            | État              | Élection ou référendum                    | Contexte | Résultat |
| ------------------------------- | ----------------- | ----------------------------------------- | --- | --- |
| 9 juillet 1828 - 5 octobre 1829 | États-Unis        | Législatives (chambre (en) et sénat (en)) | | Le Parti démocrate, nouvellement formé par les partisans du nouveau président Andrew Jackson, conserve la majorité absolue des sièges aux deux chambres du Congrès.                        |
| 1er février                     | Costa Rica        | Chef d'État (en)                          | | Cette section est vide, insuffisamment détaillée ou incomplète. Votre aide est la bienvenue ! Comment faire ?                                                                              |
| 24 février - 31 mars            | États pontificaux | Conclave                                  | Élection du nouveau pape, chef de l'Église catholique romaine et souverain des États pontificaux, par le collège des cardinaux à la suite de la mort du pape Léon XII. Les cardinaux demeurent divisés en deux principales factions : les zelanti (conservateurs radicaux) et les politicani (conservateurs modérés). | Francesco Castiglioni, perçu comme candidat de compromis entre les factions, est élu. Il adopte pour nom de règne pontifical Pie VIII. De santé fragile, il meurt un an et demi plus tard. |
| juin - 28 novembre              | Norvège           | Législatives (en)                         | | En l'absence d'organisation en partis politiques, tous les élus siègent sans étiquette. |
| 16 - 17 septembre               | Chili             | Présidentielle (en)                       | | Cette section est vide, insuffisamment détaillée ou incomplète. Votre aide est la bienvenue ! Comment faire ?                                                                              |
| septembre - décembre 1829       | Pérou             | Présidentielle (es)                       | | Cette section est vide, insuffisamment détaillée ou incomplète. Votre aide est la bienvenue ! Comment faire ?                                                                              |
| 1829 - janvier 1830             | Serbie            | Législatives (en)                         | Premières élections populaires en Serbie | Voir l'article Liste d'élections en 1830 |